# Медресе Хусайни
Медресе Хусайни (Хусаина, Мухаммад Юнус-бий) (узб. Husayni madrasasi) — медресе в историческом центре Бухары (Узбекистан), воздвигнутое в 1885 году при узбекском правителе Музаффаре (1860–1885) на средства чарджуйского бека — Мухаммада Юнус-бия. Расположено на улице «Номозгох» махалли Турки Джанди.
Архитектурный памятник входит в «Национальный перечень объектов недвижимости материального культурного наследия Узбекистана». В настоящее время является объектом туристического сервиса.
Государственная программа предусматривала капитальное восстановление и реставрацию медресе в 2015 году.